# ميكلوش تولدي

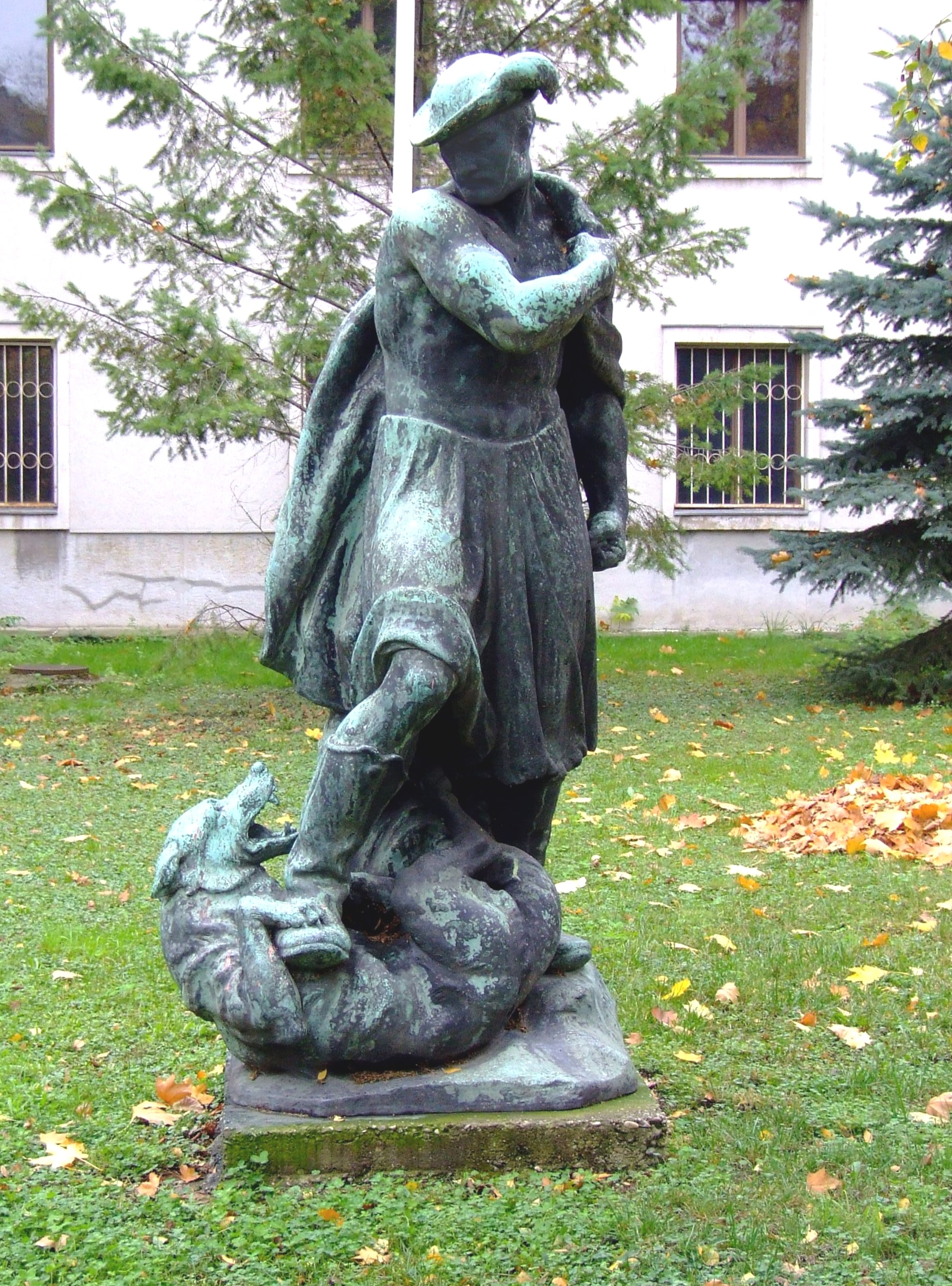
نصب لميكلوس تولدي في العاصمة المجرية بودابست

ميكلوس تولدي (بالمجرية:Miklós Toldi) ‏(حوالي 1320 - 22 نوفمبر 1390) فارس مجري خدم في جيش المجر في عهد الملك لويس الأول خلال القرن الرابع عشر ميلادي.